# 부용초등학교 (전남)
부용초등학교는 대한민국 전라남도 보성군 벌교읍 고읍길 220 (고읍리)에 있었던 초등학교이다.

## 연혁
- 1971년 3월 25일 부용국민학교로 개교
- 1984년 3월 7일 병설유치원 인가
- 1996년 3월 1일 부용초등학교로 명칭 변경
- 1998년 3월 1일 폐교(벌교초등학교로 통합)